# Ludwig V. (Hersfeld)

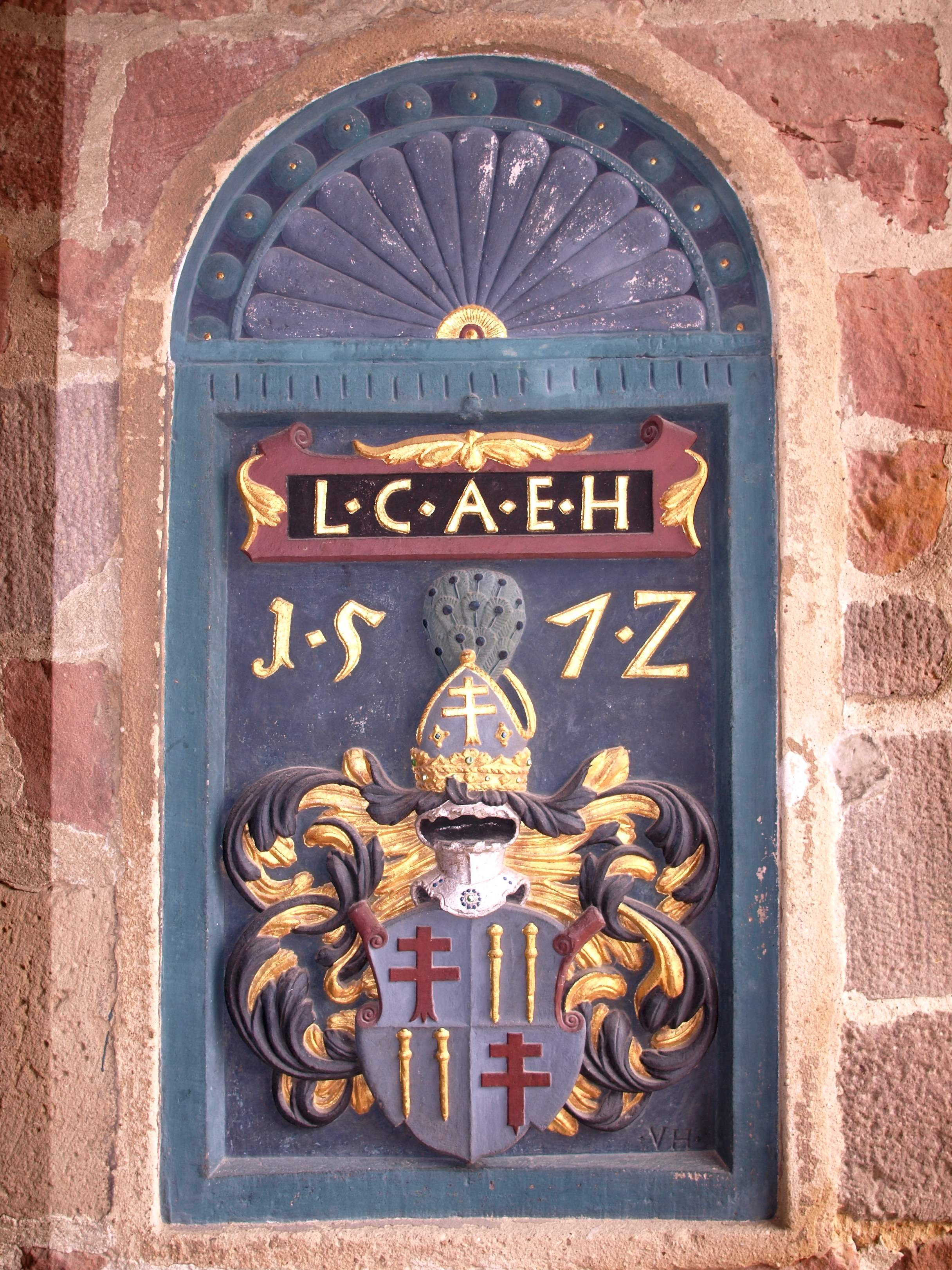
Wappen Ludwigs V. in Schloss Eichhof

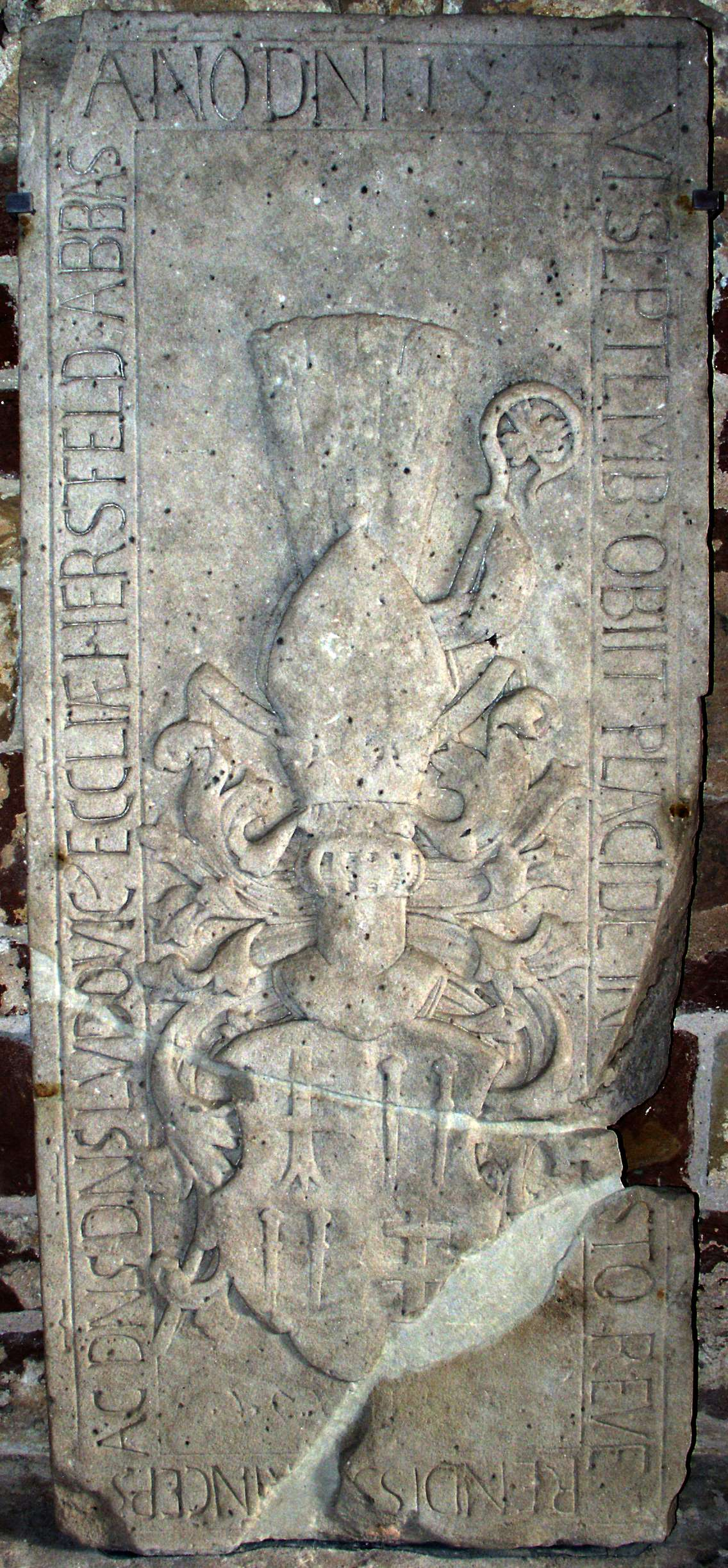
Grabplatte Ludwigs V. in der Stiftsruine Bad Hersfeld

Ludwig V. (geboren als Ludwig Landau um 1535/36 in Hünfeld; gestorben 6. September 1588 in Bad Hersfeld) war von 1571 bis zu seinem Tod Abt der Reichsabtei Hersfeld.

## Leben
Das genaue Geburtsdatum von Ludwig Landau ist nicht bekannt. Er wurde um 1535 als Sohn der wohlhabenden Bürgerfamilie Landau im damals zur Reichsabtei Fulda gehörenden Hünfeld geboren. Seine Mutter Katharina Laun stammte aus dem benachbarten Schlitz. Entsprechend seiner Herkunft aus dem Hochstift Fulda wurde er katholisch erzogen. Er erhielt eine höhere Schulbildung und entschloss sich schließlich zum Eintritt in den geistlichen Stand. Um 1560 wurde er Mitglied des Stifts der Reichsabtei Hersfeld, in deren Gebiet anders als im Hochstift Fulda die Reformation bereits weiten Einzug gehalten hatte. Dort erwarb er sich anscheinend bald ein hohes Ansehen und wurde zum Koadjutor von Abt Michael Landgraf gewählt. Nachdem dieser am 4. Mai 1571 gestorben war, wurde Ludwig Landau bereits im Alter von etwa 35 Jahren zum Abt der Abtei gewählt. Seine Abtsbenediktion fand noch im gleichen Jahr statt, nicht wie üblich in der Stiftskirche, sondern in der damals von der bereits evangelischen Stadtgemeinde wie den katholischen Äbten gemeinsam genutzten Hersfelder Stadtkirche. Vorgenommen wurde sie durch einen Vikar des Bischofs von Hildesheim.
Der neue Abt betätigte sich vor allem auf kulturellem und baulichen Gebiet. Das von Abt Berthold II. von Völkershausen als befestigte Burg zum Schutz in seinen Auseinandersetzungen mit der Stadt Hersfeld ausgebaute Schloss Eichhof ließ er zu einem Sommerschloss im Stil der Renaissance umbauen. Zur Ausschmückung gab er eine Porträtreihe aller Hersfelder Äbte in Auftrag, von der allerdings nur zwei Bilder, darunter das des Stiftsgründers Lullus, erhalten geblieben sind. Als Bauherr ließ er zudem die Abtsresidenz im Stiftsbezirk erneuern sowie weitere Gebäude erweitern und umbauen. An verschiedenen Stellen, so in Schloss Eichhof und am ehemaligen Kammerhof des Stifts am Marktplatz erinnert daran sein Wappen. Teils aus eigenen Mitteln, teils aus Stiftsgeldern errichtete er zudem verschiedene Stipendien, unter anderem zum Besuch des Fuldaer Jesuitenkollegs und der Hersfelder Klosterschule, sowie Armenstiftungen. Dies führte allerdings auch zu Kritik, dass alle Gelder der Abtei nach Fulda abflössen.
Abt Ludwig V. versuchte, im schwierigen Spannungsfeld eines katholischen Klosters in fast vollständig evangelischer Umgebung die Eigenständigkeit der Reichsabtei gegenüber den hessischen Landgrafen zu sichern. Die Abtei hatte bereits 1432 den Landgrafen als erblichen Schutzherrn anerkannt und musste der Landgrafschaft in der folgenden Zeit weitere Zugeständnisse machen. Auch Ludwig V. sah sich dazu gezwungen und überließ die Stadt Hersfeld dem Landgrafen Wilhelm IV. als Lehen. 1572 musste er Philipp Wilhelm von Cornberg, einen unehelichen Sohn des Landgrafen, in das nur noch aus drei Personen bestehende Stiftskapitel aufnehmen und ihm als Pfründe die noch immer bestehende Propstei des längst aufgehobenen Klosters Cornberg übertragen, damit er die Einkünfte aus dieser Sinekure genießen konnte. Als Philipp Wilhelm 1584 heiratete und das Stiftskapitel verließ, musste der Abt ihm auf Druck des Landgrafen auch die der Abtei Hersfeld gehörende Hälfte von Cornberg als Lehen übergeben; die landgräfliche Hälfte hatte er  bereits 1580 erhalten. Nachbesetzungen des Stiftskapitels waren nur noch mit Zustimmung des evangelischen Landgrafen möglich. Ludwig V. versuchte dennoch, den Katholizismus zu fördern, etwa über die Widmungen der von ihm ins Leben gerufenen Stipendien. 1577 erhielt er von Kaiser Rudolf II. eine Bestätigung der früheren Regalien der Abtei, insbesondere derjenigen, die von Karl dem Großen, Otto I. und Lothar III. erteilt worden waren.
Ab etwa 1580 war Ludwig V. oft krank. Im Februar 1588 bestätigte er gemeinsam mit dem Kapitel die Wahl des Dechanten Kraft Weiffenbach zu seinem Koadjutor, die allerdings nicht mehr die Anerkennung des Papstes fand. Bald darauf starb Ludwig V. am 6. September 1588 im Alter von 52 Jahren. Er wurde in der Stiftskirche beigesetzt. Kraft Weiffenbach wurde sein Nachfolger. Die Grabplatte Ludwigs V. ist als einzige eines Hersfelder Abts erhalten geblieben und befindet sich in der Stiftsruine Bad Hersfeld an der südlichen Innenwand der Vorhalle.